# Operation Dismantle c. La Reine
Operation Dismantle c. La Reine  est un arrêt de principe de la Cour suprême du Canada rendu en 1985 concernant le contrôle judiciaire de la prérogative royale.

## Les faits
Un collectif d'organisations de société civile (Operation Dismantle) a soutenu que de permettre au gouvernement américain de tester des missiles de croisière au Canada augmentait le risque de guerre nucléaire et que la participation du Canada au programme américain faisait du Canada une cible plus probable. Operation Dismantle plaide l'article 7 de la Charte canadienne des droits et libertés (droit à la vie, à la liberté et à la sécurité de sa personne) contre le gouvernement canadien pour l'empêcher d'autoriser le gouvernement américain à tester des missiles de croisière au-dessus du territoire canadien.

## Jugement
Le pourvoi d'Operation Dismantle est rejeté.

## Motifs du jugement
Le juge en chef Brian Dickson, écrivant au nom de la majorité, a rejeté le pourvoi au motif qu'étant donné l'imprévisibilité des décisions de politique étrangère de pays souverains, la supposition qu'il y aurait une augmentation du danger ne peut être que spéculative. Il serait impossible d'établir un lien de causalité entre les tests et l'augmentation de la menace.
Dans ses motifs, la juge Bertha Wilson a rejeté l'utilisation de la doctrine américaine de la question politique en droit canadien. Elle a examiné la jurisprudence derrière la doctrine fondée sur le principe constitutionnel américain de la séparation des pouvoirs. Elle distingue ce principe du droit constitutionnel canadien où la séparation n'est pas un principe fondamental, mais plutôt un principe secondaire. Il existe plutôt un fondement en droit canadien pour le chevauchement entre les pouvoirs, comme le démontre le système du gouvernement responsable. Wilson conclut que l'article 24 de la Charte exige un contrôle judiciaire du pouvoir exécutif du gouvernement. Pour qu'une question soit justiciable, la question doit soulever une question juridique. Elle ajoute que l'exercice de la prérogative royale peut faire l'objet d'un contrôle judiciaire en vertu de l'article 32 de la Charte. 